# Miragolo San Salvatore
Miragolo San Salvatore [miˈraːɡolo sansalvaˈtoːre] (Miràguel San Salvadùr [miˈɾaɡwɛl sansalvaˈduɾ] in dialetto bergamasco) è una frazione del comune di Zogno in provincia di Bergamo di 60 abitanti, situata sul lato sinistro della val Brembana sull'altura del monte Castello, nelle Orobie; dista 27 km dal capoluogo orobico e 9 km dal medesimo comune di Zogno cui essa appartiene.
La frazione Miragolo San Salvatore fu inserita nel cantone di Zogno nell'aprile 1797 ed in seguito unita a Somendenna e Miragolo San Marco nel marzo 1798.
Il territorio comprende anche la contrada Scullaro.

## Infrastrutture e trasporti
Miragolo San Salvatore è collegato dalle linee SAB tramite la linea B20C (Zogno - Endenna - Somendenna - Miragolo San Marco - Miragolo San Salvatore).

## Eventi Sportivi
Il Miragolo san Salvatore è entrato nel mondo del ciclismo nel 2016 quando è stato inserito per la prima volta nel tracciato del Giro di Lombardia 2016 vinta dallo scalatore colombiano Esteban Chaves  e successivamente nella 15ª tappa del Giro d'Italia 2017 con arrivo a Bergamo e vinta dal giovane lussemburghese Bob Jungels. 
La salita da Zogno, è lunga circa 9 km con una pendenza media del 7% e punte al 11%.